# Mölln (Schleswig-Holstein)
Pour les articles homonymes, voir Mölln.
Mölln est une ville allemande, située dans le Land de Schleswig-Holstein, dans l'arrondissement du duché de Lauenbourg.

## Histoire
| Appartenances historiques Duché de Saxe-Lauenbourg 1296-1807 Royaume de Westphalie 1807-1811 Empire français (Bouches-de-l'Elbe) 1811-1814 Duché de Saxe-Lauenbourg 1815-1876 Royaume de Prusse (Province du Schleswig-Holstein) 1876-1918 République de Weimar 1918-1933 Reich allemand 1933-1945 Allemagne occupée 1945-1949 Allemagne 1949-présent |

Mölln est mentionnée pour la première fois dans un document officiel en 1188.

## Jumelages
- Hagenow (Allemagne) depuis le 2 octobre 1990
- Maszewo (Pologne) depuis le 29 juin 1992[1]